# Gare de Libby (Montana)
La gare de Libby (Montana) est une gare ferroviaire des États-Unis, située sur le territoire de Libby dans l'État du Montana.

## Histoire
Elle a été construite par la Great Northern Railway.

## Service des voyageurs

### Desserte
Elle est desservie par des liaisons longue-distance Amtrak : 
- l'Empire Builder: Seattle/Portland - Chicago